# Ryanodin-Rezeptoren
Ryanodin-Rezeptoren sind eine Familie von Calciumionenkanälen, deren Aktivierung die Freisetzung von Calciumionen aus dem Sarkoplasmatischen Retikulum in das Zytosol bewirkt. Damit spielen sie eine Rolle bei der Auslösung von Muskelkontraktionen. Ihren Namen beziehen Ryanodin-Rezeptoren vom Terpenoid Ryanodin, das ursprünglich aus der Pflanze Ryania speciosa (Salicaceae) gewonnen wurde. Ryanodin bindet selektiv an Ryanodin-Rezeptoren und blockiert diese.

## Subtypen
Es gibt drei Subtypen von Ryanodin-Rezeptoren:
- RYR1 wird hauptsächlich im Skelettmuskel exprimiert, kommt aber auch in den Purkinjezellen des Kleinhirns vor. In der quergestreiften Muskulatur steht RYR1 in direkter Verbindung mit den Dihydropyridin-Rezeptoren in der Membran der transversalen Tubuli. Bei einer durch das Aktionspotential des Muskels ausgelösten Konformationsänderung der L-Typ-Calcium-Kanäle öffnen auch die RYR1-Kanäle. Auf diese Weise kommt es zur initialen Freisetzung von Calcium-Ionen aus dem sarkoplasmatischen Retikulum in das Zytosol der Muskelzelle. Damit spielt RYR1 eine Schlüsselrolle bei der elektromechanischen Kopplung. Mutationen des RYR1-Gens werden bei der Central-Core-Myopathie und der Multicore-Myopathie beobachtet. Sie stellen eine wesentliche Disposition für die Entstehung der malignen Hyperthermie dar und sind  durch Dantrolen hemmbar, was auch die Therapie ebenjener Krankheit ausmacht.
- RYR2 wird in der Herzmuskulatur exprimiert. Mutationen dieses Rezeptorsubtyps führen zu catecholaminerger polymorpher ventrikulärer Tachykardie, einer autosomal dominant vererbten Form von ventrikulärer Tachykardie, die mit auffälligen Verbreiterungen des QRS-Komplexes im EKG einhergeht und die zu Synkopen und zum plötzlichen Herztod führen kann.[3]
- RYR3 wird während der fetalen Entwicklung und in der Neugeborenenzeit in der Skelettmuskulatur exprimiert, bleibt beim Erwachsenen jedoch im Wesentlichen auf das Gehirn beschränkt. Hier ist dieser Subtyp möglicherweise an Lernvorgängen beteiligt.[4]